# Station Obaku
Station Ōbaku  (黄檗駅,  Ōbaku-eki) is een spoorwegstation in de Japanse stad Uji. Het wordt aangedaan door de Nara-lijn (JR West) en de Uji-lijn (Keihan). Hoewel beide spoorwegmaatschappijen een eigen station hebben, worden deze als één station gezien, hetgeen de gezamenlijke naam verklaard. Beide stations hebben twee sporen, gelegen aan twee zijperrons en zijn niet met elkaar verbonden: de stations liggen 50 meter uit elkaar.

## Lijnen

### JR West
| 1 | ■ Nara-lijn | richting Kioto             |
| 2 | ■ Nara-lijn | richting Uji, Kizu en Nara |

### Keihan
| 1 | ■ Uji-lijn | richting Chūshōjima |
| 2 | ■ Uji-lijn | richting Uji        |

## Geschiedenis
Het station van Keihan werd in 1913 geopend onder de naam Ōbakuyama, waarna het station in 1926 haar huidige naam kreeg. In 1961 werd het station van JR geopend. Het station van Keihan werd in 1981 en 1999 verbouwd.

## Overig openbaar vervoer
Bussen van Keihan richting het station Uji.

## Stationsomgeving
- Manpuku-tempel
- Zōrin-tempel
- Militaire basis van Uji
- Universiteit van Kioto, Uji-campus
- Uji-ziekenhuis
- Prefecturaal Ziekenhuis Rakunan
- Autoweg 7
- Lawson

Kioto · Tōfukuji · Inari · JR Fujinomori · Momoyama · Rokujizō · Kohata · Ōbaku · Uji · JR Ogura · Shinden · Jōyō · Nagaike · Yamashiro-Aodani · Yamashiro-Taga · Tamamizu · Tanakura · Kamikoma · Kizu (Narayama · Nara)
Chūshojima · Kangetsukyō · Momoyama-Minamiguchi · Rokujizō · Kowata · Ōbaku · Mimurodo · Uji